# Ole Bull

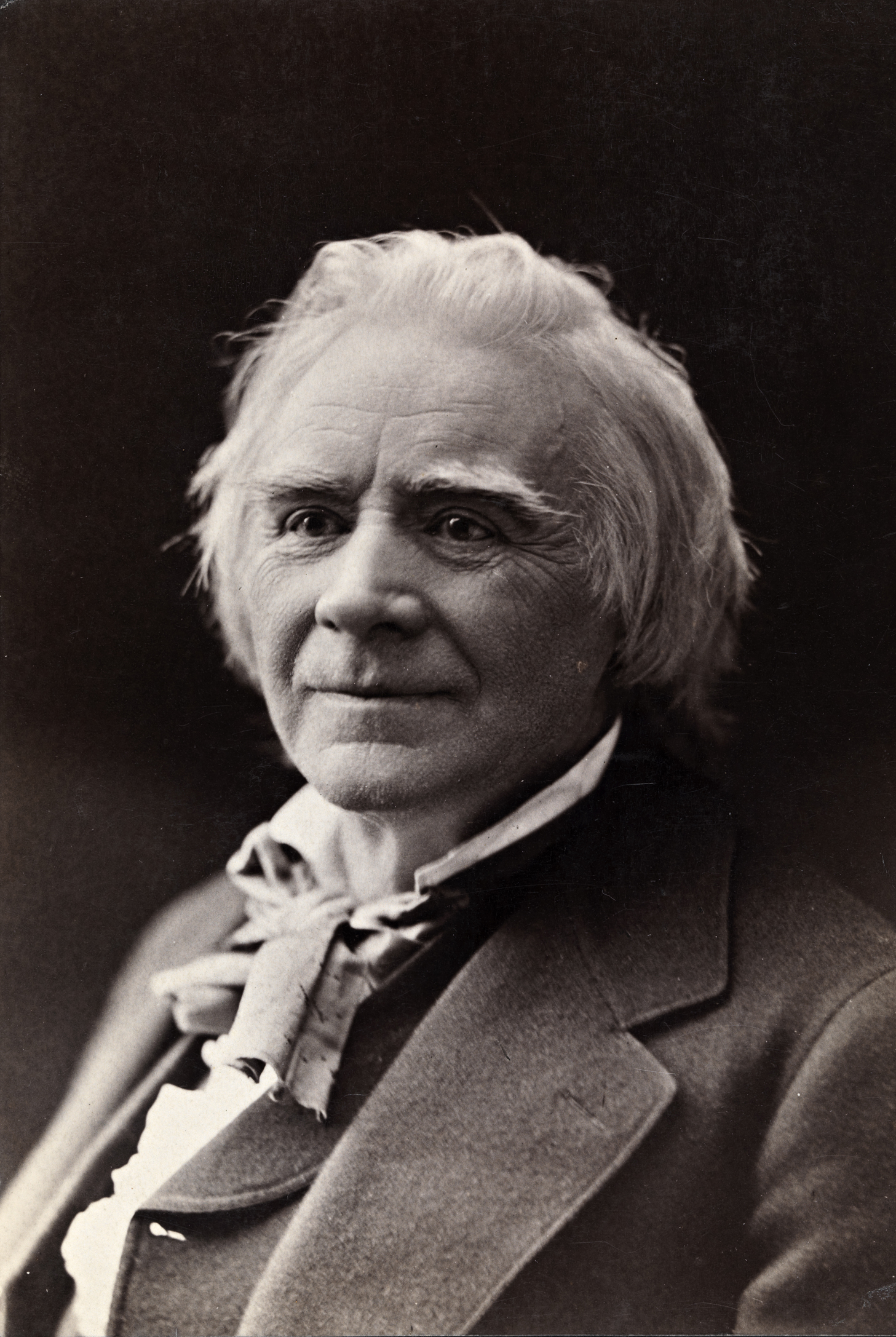
Ole Bull.

Ole Bornemann Bull (5 de febrero de 1810 - 17 de agosto de 1880) fue un violinista noruego, muchas veces llamado «la primera celebridad internacional» de Noruega.
Un inicio de su fama fue la procesión funeraria que le dedicaron, tal vez la más espectacular de toda la historia noruega. El barco que transportaba sus restos fue guiado por quince embarcaciones a vapor y cientos de embarcaciones más pequeñas (algunos incluso hablan de miles).
Bull nació en Bergen. Su padre quiso que se convirtiera en ministro religioso, pero él prefirió la vida musical a la religiosa. Cuando contaba cuatro o cinco años de edad, podía ya ejecutar cualquier canción que escuchase cantar a su madre, tocaba ya en la orquesta del Teatro de Bergen, y era solista en la Orquesta Filarmónica de Bergen.
A los 18 fue enviado a la Universidad de Christiania, pero fracasó en las pruebas preliminares.
Después de vivir por un tiempo en Alemania, donde pretendió estudiar Derecho, fue a París, y sobrevivió a duras penas por un año o dos. Finalmente consiguió éxito como concertista de violín, se hizo famoso y amasó una fortuna. En Madrid dio numerosos recitales durante los meses de octubre y noviembre de 1846. Su presentación tuvo lugar el 6 de octubre en el Teatro del Circo con obras suyas y de Paganini y posteriormente otra gran actuación la realizó en el Liceo Artístico y Literario, palacio de Villahermosa, con motivo de las bodas reales de Isabel II y Francisco de Asís.
Sus tiempos fueron tiempos de una creciente ola de nacionalismo romántico en Noruega, y él defendía la idea de que Noruega fuera un estado soberano, separado de Suecia, ideal que se convirtió más tarde, en 1905, en una realidad. Esta era una de las razones por las que incluía variaciones de tonos folklóricos noruegos en sus conciertos. Bull fue también miembro fundador de uno de los primeros teatros donde los actores hablaban el idioma noruego, en vez del danés: Det Norske Theater (en noruego: El Teatro Noruego) en Bergen en 1850. Ese teatro se convirtió más tarde en Den Nationale Scene.
En el verano de 1858, Bull conoció a Edvard Grieg, por entonces un adolescente de 15 años. Bull era amigo de la familia Grieg, ya que su hermano era cuñado de la madre de Edvard (estaba casado con su hermana ). Bull notó enseguida el talento musical innato del joven y convenció a los padres del mismo de que enviaran al joven Edvard al Conservatorio de Leipzig, en Alemania, para que desarrollara su talento.

## En los Estados Unidos
Bull visitó los Estados Unidos varias veces, ofreciendo conciertos con gran éxito. En 1853 obtuvo un importante trozo de terreno en Pensilvania y fundó una colonia a la cual llamó Nueva Noruega (New Norway, en inglés). En mayo de 1853, compró oficialmente un terreno de aproximadamente 45 km cuadrados por $10.388. La tierra constaba de cuatro comunidades: Nueva Bergen (hoy conocida como Camp Carter), Oleana (bautizada por su nombre y el de su madre), a 10 km al sur de Nueva Bergen. Nueva Noruega a 1,5 km al sur de Nueva Bergen y cerca de allí, Valhalla. En una colina de por allí, quiso, sin éxito, construirse un castillo, que quedó sin terminar, llamado Nordjenskald.
Robert Schumann escribió una vez sobre Ole Bull diciendo que estaba «entre los más grandes», y que su nivel podía compararse al del legendario Niccoló Paganini por la velocidad y claridad de su técnica. Bull también fue amigo personal de Franz Liszt, con quién compartió escenario en más de una ocasión.